# George McCabe
George McCabe (* 13. März 1922 in Sheffield; † 14. Januar 2001) war ein englischer Fußballschiedsrichter.

## Sportlicher Werdegang
McCabe rückte Mitte der 1950er Jahre in den Kreis der Football-League-Schiedsrichter auf, zu Beginn der 1960er Jahre wurde er FIFA-Schiedsrichter. Dabei leitete er im April 1962 beim Aufeinandertreffen von Wales und Nordirland im Rahmen der British Home Championship sein erstes Länderspiel, das die Gastgeber mit einem 4:0-Erfolg klar für sich entschieden. Vier Jahre später gehörte er zu den Unparteiischen bei der Weltmeisterschaft 1966, wo er je einmal als Linienrichter und Hauptschiedsrichter eingesetzt wurde. Die WM-Partie zwischen dem amtierenden Weltmeister Brasilien und dem späteren Halbfinalisten Portugal (1:3-Endstand) im Liverpooler Goodison Park war zugleich das letzte seiner vier Einsätze als Spielleiter bei Länderspielen.
Auch auf nationaler Ebene pfiff McCabe bedeutende Spiele. Bereits 1960 hatte McCabe das mit einer Teilung des Titels nach 2:2-Remis endende Spiel um den FA Community Shield zwischen dem FC Burnley und den Wolverhampton Wanderers geleitet, zum Abschluss der aktive Laufbahn wurde ihm das Finalspiel um den FA Cup 1968/69 übertragen. Im Wembley-Stadion holte sich dabei Manchester City nach einem Treffer von Neil Young durch einen 1:0-Erfolg über Leicester City den vierten Pokaltitel der Vereinsgeschichte. Vor dem Spiel präsentierte er für den Münzwurf die neue siebeneckige 50-Pence-Münze, die 1971 im Zuge der Abschaffung des Zwölfer- bzw. Zwanzigersystems durch die Einführung des Dezimalsystems offiziell eingeführt wurde.
Hauptberuflich was McCabe als Ingenieur tätig.